# Ola Sigurdson
Ola Sigurdson, född 28 juni 1966 i Dalstorp, är en svensk teolog.

## Biografi
Ola Sigurdson, som är uppvuxen i Ulricehamn, disputerade 1996 vid Lunds universitet med en doktorsavhandling om Karl Barth med titeln Karl Barth som den andre: En studie i den svenska teologins Barth-reception. I boken studerar Sigurdson hur Barths texter kritiserats och kommenterats i Sverige i kapitel om bland annat teologerna Gustaf Wingren, Benkt-Erik Benktsson och Gunnar Hillerdal, biskop Martin Lind samt Uppsalateologin. Sedan 2008 är Sigurdsson professor i tros- och livsåskådningsvetenskap på institutionen för litteratur, idéhistoria och religion vid Göteborgs universitet. I december 2009 valdes han in som ledamot i Kungliga Vetenskaps- och Vitterhets-Samhället i Göteborg.
I Sigurdsons bok Theology and Marxism in Eagleton and Žižek undersöks var intresset för teologi från politiskt radikala tänkare och filosofer kan ha sin grund med utgångspunkt i en läsning av filosofen och psykoanalytikern Slavoj Žižek och litteraturteoretikern Terry Eagleton. 
År 2021 tilldelades han Inge Jonssons pris av Samfundet De Nio.